# Derby City Classic 2014
Das Derby City Classic 2014 war die 16. Auflage eines seit 1999 jährlich ausgetragenen Poolbillardturniers. Es fand vom 24. Januar bis 1. Februar 2014 im Horseshoe Southern Indiana in Elizabeth, Indiana in den USA statt. Dabei wurden in den Disziplinen 9-Ball, 10-Ball, 14/1 endlos, Bank Pool und One Pocket insgesamt neun Wettbewerbe veranstaltet. Die Gesamtwertung (Master of the Table) gewann der Philippiner Dennis Orcollo, den 9-Ball-Wettbewerb gewann der Amerikaner Shane van Boening durch einen 9:8-Sieg im Finale gegen den Kanadier John Morra.

## Wettbewerbe
| Disziplin                 | 1. Platz          | 2. Platz             | 3. Platz             |
| ------------------------- | ----------------- | -------------------- | -------------------- |
| 9-Ball Banks Mini         | Brian Gregg       | Alex Holland         | Rob Vogen            |
| 9-Ball Banks Mini         | Brian Gregg       | Alex Holland         | Huidji See           |
| 9-Ball Banks              | Dennis Orcollo    | Francisco Bustamante | Earl Strickland      |
| Bigfoot 10-Ball-Challenge | Shane van Boening | Niels Feijen         | Francisco Bustamante |
| Bigfoot 10-Ball-Challenge | Shane van Boening | Niels Feijen         | Ralf Souquet         |
| One Pocket Mini           | David Krenzel     | Johnny Neels         | Robert Frost         |
| One Pocket Mini           | David Krenzel     | Johnny Neels         | Forest Boyd          |
| Straight Pool Challenge   | Dennis Orcollo    | Konstantin Stepanow  | Huidji See           |
| Straight Pool Challenge   | Dennis Orcollo    | Konstantin Stepanow  | Alex Lely            |
| One Pocket                | Efren Reyes       | Shannon Daulton      | Scott Frost          |
| Bank Pool Ring Game       | Skyler Woodward   | Francisco Bustamante | unbekannt            |
| 9-Ball Mini               | Nick van den Berg | David Krenzel        | Alejandro Carvajal   |
| 9-Ball Mini               | Nick van den Berg | David Krenzel        | Shannon Murphy       |
| 9-Ball                    | Shane van Boening | John Morra           | Jason Klatt          |
| Master of the Table       | Dennis Orcollo    | Shane van Boening    | Efren Reyes          |

### 9-Ball
Der 9-Ball-Wettbewerb fand vom 29. Januar bis 1. Februar statt. Mit einem Gesamt-Preisgeld von über 64.000 US-Dollar, von denen der Sieger 16.000 US-Dollar erhielt, war er der höchst-dotierteste Wettbewerb des Derby City Classic. Gespielt wurde im K.-o.-System, wobei sich jeder Spieler einmal zurück kaufen konnte. Im Folgenden ist die Rangliste der 45 bestplatzierten Spieler angegeben.
| Platz | Spieler              |
| ----- | -------------------- |
| 1     | Shane van Boening    |
| 2     | John Morra           |
| 3     | Jason Klatt          |
| 4     | Ruslan Tschinachow   |
| 4     | Dennis Orcollo       |
| 6     | Efren Reyes          |
| 6     | Niels Feijen         |
| 6     | Mike Dechaine        |
| 6     | Carlo Biado          |
| 10    | Bader al-Awadhi      |
| 10    | Johnny Archer        |
| 10    | Shannon Murphy       |
| 13    | Joey Gray            |
| 13    | Robb Saez            |
| 13    | Shawn Putnam         |
| 13    | Shaun Wilkie         |
| 13    | Justin Bergman       |
| 13    | Ralf Souquet         |
| 13    | Larry Nevel          |
| 13    | Corey Deuel          |
| 21    | Francisco Bustamante |
| 21    | Jewgeni Stalew       |
| 21    | Dee Adkins           |
| 21    | Josh O’Neal          |
| 21    | Sergio Rivas         |
| 21    | Huidji See           |
| 21    | Thorsten Hohmann     |
| 21    | Gus Briseno          |
| 21    | Darren Appleton      |
| 30    | Justin Hall          |
| 30    | Greg Hogue           |
| 30    | Warren Kiamco        |
| 30    | Jason Miller         |
| 30    | Jayson Shaw          |
| 30    | Jeremy Sossei        |
| 30    | Earl Strickland      |
| 30    | David Grossman       |
| 30    | Chad Fairchild       |
| 30    | Wang Can             |
| 30    | Benny Conway         |
| 30    | Lee Van Corteza      |
| 30    | Shannon Daulton      |
| 30    | Phil Davis           |
| 30    | Duke Laha            |
| 30    | Joe Dupuis           |